# Ahmose Inhapi
Ahmose Inhapi war eine altägyptische Prinzessin der 17. Dynastie und gehörte zur Familie der Ahmosiden.

## Familie
Ahmose Inhapi war sehr wahrscheinlich eine Nebengemahlin des Seqenenre und eventuell dessen Halbschwester, sie wurde bisher aber auch als Nebengemahlin des Kamose oder des Ahmose I. zugeordnet. Zudem war sie die Mutter von Ahmose Henuttamehu, deren Amme mit dem Namen Rai auch die Amme von Ahmose Nefertari war. Auf ihrem Leichentuch werden die Titel „Königstochter“ und „Königsgemahlin“ genannt.

## Mumie

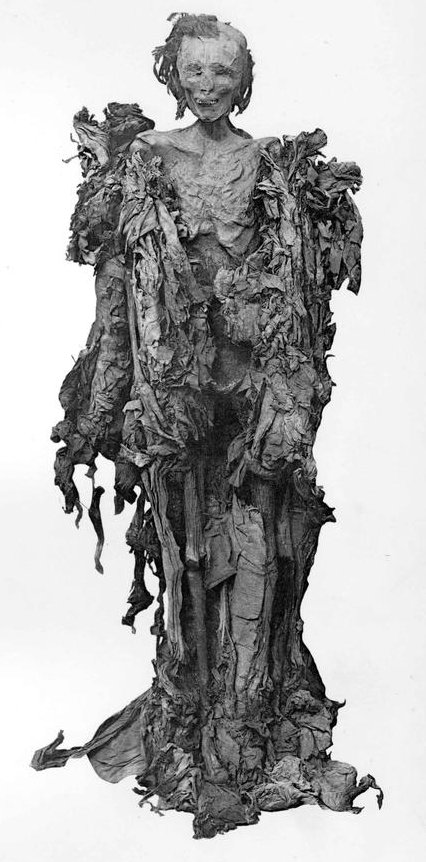
Mumie der Inhapi

Die Mumie wurde in der Nähe des Eingangs von Korridor B in DB320 entdeckt. Sie wurde am 20. Juni 1886 von Gaston Maspero ausgewickelt. Später bemerkte Grafton Elliot Smith, dass die Mumie der von Seqenenre ähnelte. Obwohl sie vorsichtig einbalsamiert wurde, war ihr Körper nicht viel besser konserviert als ihr hastig mumifizierter Ehemann. Die Mumie an sich war in ein Leichentuch eingewickelt und hatte einen Blumenkranz um den Hals. Smith beschrieb die Mumie als die einer „großen, kräftig gebauten Frau“. Der Körper war in der üblichen Position, mit den Armen vertikal entlang den Seiten ausgerichtet. Ihre dunkelbraune Haut war nach Smith „sanft, feucht und zäh, wie geöltes Leder“.
Smith verglich die Mumie mit Mumien aus der späteren koptischen Zeit, bemerkte aber, dass sich die Einschnitte der Einbalsamierung deutlich unterschieden.
Seltsamerweise waren einige Becken-Organe trotz der Einschnitte noch an ihrem ursprünglichen Platz. Smith führte die Gesichtsentstellungen auf Gewebeschwund unter der Haut und auf ein unbestimmtes Objekt zurück, vielleicht ein pektorales Ornament, das auf die angeschwollene Haut gedrückt wurde. Zudem schien, wie bei Seqenenre, aromatisch gepudertes Holz über Inhapis Körper zerstreut worden zu sein. Nach der Art ihrer geflochtenen Haare zu urteilen scheint die Mumie in das frühe Neue Reich zu datieren.
Inhapis Mumie wurde im Außensarg (CG 61004) der Dame Rai, einer Amme von Ahmose-Nefertari, gefunden. Obwohl das Blattgold des Sarges abgelöst und die Augeneinlagen entfernt wurden, blieben die symbolischen Figuren von Isis und Nephthys am Fußende erhalten, was nach Reeves wohl auf das Werk von antiken Restauratoren zurückzuführen ist.
Anhand der Handschrift auf dem Zettel am Leichentuch fand die Osirifizierung der Mumie wahrscheinlich zum selben Zeitpunkt statt wie die der Mumien von Ahmose Satkamose, Satamun, Saamun, Ahmose Meritamun I. und Ahmose I., also zwischen dem 7. und 8. Regierungsjahr von Psusennes I.
Die Mumie befindet sich heute mit der Inventarnummer CG 61053 im Mumiensaal des Ägyptischen Museums in Kairo.

## „q3yder Inhapi“
Bei den Umbettungsaktionen der königlichen Mumien in die Cachette von Deir el-Bahari in der 21. Dynastie wurde häufig ein Ort mit dem Namen „q3y der Inhapi“ erwähnt, der auch im Zusammenhang mit der Bezeichnung „königlicher Platz, wo Amenophis liegt“ stand. Der Ort wurde lange Zeit als Bezeichnung für die Cachette selbst angesehen, da man dort die Mumie des Amenophis I. fand. q3y wurde mit hochgelegener/hoher Ort übersetzt, den Elizabeth Thomas in der Kammer E der Cachette vermutete. Eine moderne Nachuntersuchung zeigte jedoch, dass diese Kammer ungeeignet als Platz für den q3y erschien. Zudem wurde die Mumie der Inhapi auf den Stufen des absteigenden Korridors A gefunden, so dass es unwahrscheinlich erscheint, dass die Cachette für Inhapi bestimmt war. Reeves identifizierte die q3y mit dem Grab WNA, welches hoch im Felsen nahe Deir el-Bahari, am Weg zwischen dem Königstal und der Cachette liegt. Erhart Graefe übersetzte q3y hingegen als Hügel und lokalisierte den Ort in der Nekropole von Dra Abu el-Naga, die auch als Begräbnisort von Seqenenre und Amenophis I. diente. Er sieht das Grab des Amenophis I. als das gesuchte Zwischenlager für die Königsmumien.

### Zur Mumie
- Georges Daressy: Cercueils des cachettes royales. Imprimerie de L’Institut français d’archéologie orientale, Kairo 1909, S. 4 ff.
- Gaston Maspero: Les momies royales de Deir el-Bahari. Imprimerie de L’Institut français d’archéologie orientale, Kairo 1883, S. 530 ff.
- Nicholas Reeves: The Valley of the Kings; the Decline of a Royal Necropolis. Kegan Paul International, 1990, S. 187–192, 200, 206, 214, 228, 232.
- Grafton Elliot Smith: The Royal Mummies. Imprimerie de L’Institut français d’archéologie orientale, Kairo 1912, S. 8–11 (Online).